# ثانويات الفم
ثانويات الفم (الاسم العلمي: Deuterostomia)، (من اليونانية وتعني "الفم الثاني") هي حيوانات ثنائية التناظر تنتمي إلى فوق الشعبة الديوتروستومية، تتميز عادةً بتكوّن الشرج قبل الفم أثناء التطور الجنيني. تضم ثانويات الفم ثلاث شعب رئيسية: شعبة الحبليات، وشعبة شوكيات الجلد، وشعبة نصف الحبليات، بالإضافة إلى المجموعة المنقرضة كامبرويرنيدا [الإنجليزية].
في ثانويات الفم، تصبح الفتحة الأولى للجنين النامي (المعروفة باسم الفتحة البدئية أو البلاستوبور) هي الشرج والمذرق، بينما يتكون الفم في موضع آخر لاحقًا. كان هذا في البداية السمة المميزة لهذه المجموعة، إلا أن ظاهرة ثانويات الفم لوحظت لاحقًا في بعض أوليات الفم أيضًا. تعرف ثانويات الفم كذلك باسم ذوات الجوف الجسمي المعوي، لأن الجوف الجسمي فيها يتكون عن طريق انبعاجات من الأمعاء، وهي عملية تُسمى التكوين الجوفي المعوي.
المجموعة الشقيقة لثانويات الفم هي البروتستومية، وهي الحيوانات التي يتكون فيها الفم أولاً، وتتنوع طرق تطور القناة الهضمية لديها. وتضم البروتستومات كلًا من الإكديزوزوا والسبيراليا بالإضافة إلى الكيمبيرلا المنقرضة. وتشكل هذه المجموعات مع مجوفات الشكل الغريبة الفرع الحيوي الكبير المعروف باسم ثنائيات التناظر، أي الحيوانات ذات التناظر الجانبي وثلاث طبقات جنينية.